# آرتریت التهابی
آرتریت التهابی یک گروه از بیماری ها، شامل: آرتریت روماتوئید، آرتروپاتی پسوریاتیک، بیماری روده التهابی، بیماری Still's بالغین، اسکلرودرمی، آرتریت ایدئوپاتیک جوان و لوپوس اريتماتوز سیستمیک (SLE) می باشد.

## علائم و نشانه ها
علائم آرتریت التهابی  عبارتند از سفتی و درد و تورم مفاصل محدودیت حرکات و کاهش قدرت فیزیکی. علائم دیگر ممکن است سیستمیک باشند مثل خستگی.

## مدیریت
درمان آرتریت بسته به زیر گروه متفاوت است، هر چند آنها ممکن است شامل دارو ها مانند DMARDs (دارو های ضد روماتیسمی مقلد بیماری) و فاکتور نکروز دهنده تومور است.

## پیش آگهی
آرتریت های التهابی ممکنست افراد مبتلا را به نقطه ای برستند که شغل خود را از دست بدهند که می تواند باعث ناراحتی روانی شود. به دلیل آن که به طور معمول پیشرونده است کسانی که شغل خود را از دست دادند بعید است بتوانند دوباره وارد نیروی کار شوند. در حال حاضر هدف برنامه ها حفظ بیماران آرتریت التهابی با جلوگیری از آسیب های مربوط به کار و ایجاد محل های مناسب اقامت در محل کار، است. در یک بررسی کوکذان 2014 Cochrane، شواهد کم کیفیت نشان دادند که مداخلات متمرکز بر کار، از جمله مشاوره، آموزش، حمایت و مشاوره پزشکی، در حفظ کارگران مبتلا به آرتریت التهابی موثر بود..

## اپیدمیولوژی
شيوع آرتروز التهابی در سراسر جهان حدود 3٪ است. آرتریت روماتوئید، آرتریت پسوریازیس، اسپوندیلیت انکیلوزین و اسپوندیلوآرتروپاتی تمایز نیافته (undifferentiated) شایعترین ساب تایپ های آرتریت التهابی هستند. این بیماری ها بیشتر در گروه سنی 30-40 سال رخ می دهد.